# Oporinia henshawi
Oporinia henshawi är en fjärilsart som beskrevs av Louis W. Swett 1917. Oporinia henshawi ingår i släktet Oporinia och familjen mätare. Inga underarter finns listade i Catalogue of Life.